# Chromi(IV) oxide
Chromi(IV) oxide hay Chromi dioxide là một hợp chất vô cơ có công thức hóa học CrO2. Nó là một chất rắn từ tính tổng hợp màu đen. Nó đã từng được sử dụng rộng rãi trong nhũ tương từ băng từ. Với sự phổ biến ngày càng nhiều của đĩa CD và DVD, việc sử dụng Chromi(IV) oxide đã không còn phổ biến. Tuy nhiên, nó vẫn được sử dụng trong các ứng dụng băng dữ liệu cho những hệ thống lưu trữ cấp doanh nghiệp. Nó vẫn được nhiều nhà sản xuất oxide và băng ghi nhận là một trong những loại hạt ghi từ tính tốt nhất từng được phát minh.

## Điều chế và các tính chất cơ bản
CrO2 lần đầu tiên được điều chế bởi Friedrich Wöhler bằng sự phân hủy Chromiyl(VI) chloride. Chromi(IV) oxide kết tinh hình kim được tổng hợp lần đầu tiên vào năm 1956 bởi Norman L.Cox, một nhà hóa học tại E.I. DuPont, bằng cách phân hủy Chromi(VI) oxide với sự hiện diện của nước ở nhiệt độ 800 K và áp suất 200 MPa. Phương trình cân bằng cho phương pháp tổng hợp thủy nhiệt CrO2 là:
3CrO3 + Cr2O3 → 5CrO2 + O2↑

## Sơ cứu khi tiếp xúc với CrO2
Biện pháp cần thiết nhất là di chuyển nạn nhân khỏi vùng phơi nhiễm, nếu nạn nhân hít hóa chất, phải cho nạn nhân hít khí trong lành, giữ yên tĩnh và ấm cơ thể, cần cho thở oxy nếu khó thở. Nếu vô tình nuốt hóa chất, tuyệt đối không tìm cách kích thích ói mửa. Trong các trường hợp này cũng cần chăm sóc y tế sau đó.
Nếu hóa chất dính vào da, nên loại bỏ quần áo bị nhiễm hóa chất, lấy hóa chất ra khỏi da, rửa vùng bị ảnh hưởng bằng xà bông và nước. Nếu hóa chất vào mắt, nên rửa mắt bằng nước ấm, kể cả dưới mí trên và dưới, ít nhất 15 phút. Cả hai trường hợp này cũng cần chăm sóc ý tế sau đó.
Độc tính: Hóa chất này có thể gây kích ứng.

## Biện pháp chữa cháy hóa chất
Phương tiện dập tắt lửa: Sử dụng chất chữa cháy thích hợp cho các vật liệu xung quanh và loại lửa. Xem chừng khói độc phát ra trong lúc cháy, cần trang bị mặt nạ hoàn toàn, bộ máy thở độc lập và quần áo bảo hộ.

## Rủi ro tai nạn
Tránh hít bụi hoặc khói. Tránh tiếp xúc với da và mắt. Loại bỏ tất cả các nguồn phát lửa.
Các phương pháp và vật liệu để ngăn chặn và làm sạch: Tránh để bụi. Hút chân không sử dụng hệ thống hút chân không được trang bị bộ lọc HEPA. Đặt trong các thùng chứa kín được dán nhãn đúng cách.
Các biện pháp phòng ngừa môi trường: Không được xả xuống cống rãnh, suối hoặc các phần nước khác.

## Xử lý và bảo quản
Thận trọng khi xử lý an toàn: Xử lý trong một quy trình kín, tránh tạo ra bụi. Tránh hít bụi hoặc khói. Cung cấp thông gió đầy đủ nếu bụi được tạo ra. Tránh tiếp xúc với da và mắt. Rửa kỹ trước khi ăn hoặc hút thuốc.
Điều kiện để cất giữ an toàn là ưu trữ ở nơi mát, khô. Lưu trữ vật liệu kín niêm phong trong các thùng chứa đúng nhãn. Bảo vệ khỏi độ ẩm.

## Phòng ngừa nhiễm độc
Sử dụng hệ thống thông gió thải cục bộ hoặc các thiết bị kiểm soát kỹ thuật khác. Không nên hút thuốc lá hoặc sử dụng thực phẩm trong khu vực làm việc. Rửa kỹ trước khi ăn hoặc hút thuốc. Không thổi bụi trên quần áo hoặc da bằng khí nén.
Đối với cá nhân, nên đeo khẩu trang được NIOSH / MSHA chứng nhận khi có nồng độ cao, có trang bị kính an toàn, mang găng tay không thấm nước, quần áo bảo hộ lao động khi cần thiết.